# Marketing-Charakter
Der Marketing-Charakter ist ein von Erich Fromm in Die Kunst des Liebens und Haben oder Sein beschriebene Charakterorientierung in der zweiten Hälfte des 20. Jahrhunderts, der in die Konformität der öffentlichen Meinung oder aktueller Moden flieht und seinen Selbstwert dadurch definiert, dass er in den Augen der anderen als etwas gilt. 
Sein Selbsterleben ist abhängig davon, dass er sich wie eine Ware anbietet, um Nachfrage zu erzielen. Eingeschränkte Bindungsfähigkeit, sowie geringe Anpassungsfähigkeit bis hin zur Gleichgültigkeit und Beliebigkeit sind Charakterzüge eines Menschen, der dieser Marketing-Struktur entspricht. Er ist wesentlich infantil, eitel, substanzlos, ausgezeichnet durch Empathiemangel und fehlenden Respekt vor ethischen Regeln. Als Weiterentwicklungen dieses Charaktertyps gelten der postmoderne Charakter und der histrionische Charakter.
Eine dem Marketing-Charakter ähnliche Beschreibung ist von David Riesman in seinem Typus des außengeleiteten Charakters präsentiert worden.